# العلاقات البرتغالية التشيكية
العلاقات البرتغالية التشيكية هي العلاقات الثنائية التي تجمع بين البرتغال والتشيك.

## مقارنة بين البلدين
هذه مقارنة عامة ومرجعية للدولتين:
| وجه المقارنة                                              | البرتغال                                                  | التشيك                                                                            |
| --------------------------------------------------------- | --------------------------------------------------------- | --------------------------------------------------------------------------------- |
| المساحة (كم2)                                             | 92.21 ألف                                                 | 78.87 ألف                                                                         |
| عدد السكان (نسمة)                                         | 10.60 مليون                                               | 10.52 مليون                                                                       |
| الكثافة السكانية (ن./كم²)                                 | 114.95                                                    | 133.38                                                                            |
| العاصمة                                                   | لشبونة                                                    | براغ                                                                              |
| اللغة الرسمية                                             | اللغة البرتغالية، اللغة الميراندية                        | اللغة التشيكية                                                                    |
| العملة                                                    | يورو، اسكودو برتغالي                                      | كرونة تشيكية، كرونة تشيكوسلوفاكية                                                 |
| الناتج المحلي الإجمالي (بليون دولار)                      | 217.57 مليار                                              | 215.73 مليار                                                                      |
| الناتج المحلي الإجمالي (تعادل القوة الشرائية) بليون دولار | 307.82 مليار                                              | 356.15 مليار                                                                      |
| الناتج المحلي الإجمالي الاسمي للفرد دولار أمريكي          | 19.22 ألف                                                 | 17.55 ألف                                                                         |
| الناتج المحلي الإجمالي للفرد دولار أمريكي                 | 28.76 ألف                                                 | 31.19 ألف                                                                         |
| مؤشر التنمية البشرية                                      | 0.830                                                     | 0.878                                                                             |
| رمز المكالمات الدولي                                      | +351                                                      | +420                                                                              |
| رمز الإنترنت                                              | .pt                                                       | .cz                                                                               |
| المنطقة الزمنية                                           | توقيت غرب أوروبا، توقيت غرب أوروبا الصيفي، أوروبا/لشبونة ‏ | ت ع م+01:00، ت ع م+02:00، توقيت وسط أوروبا، توقيت وسط أوروبا الصيفي، أوروبا/براغ ‏ |

## مدن متوأمة
في ما يلي قائمة باتفاقيات التوأمة بين مدن برتغالية وتشيكية:
- ترتبط Sesimbra [الإنجليزية]‏ مع سوشيتسا باتفاقية توأمة.

## منظمات دولية مشتركة
يشترك البلدان في عضوية مجموعة من المنظمات الدولية، منها:
| علم المنظمة | اسم المنظمة                               | تاريخ انضمام البرتغال | تاريخ انضمام التشيك |
| ----------- | ----------------------------------------- | --------------------- | ------------------- |
|             | المنظمة الأوروبية لسلامة الملاحة الجوية   | 1986                  | 1996                |
|             | المرصد الأوروبي الجنوبي                   | 2001                  | 2007                |
|             | منظمة الشرطة الجنائية الدولية             | ?                     | ?                   |
|             | الاتحاد البريدي العالمي                   | ?                     | ?                   |
|             | مركز تنسيق الحركة في أوروبا ‏              | ?                     | ?                   |
|             | حلف شمال الأطلسي                          | 4 أبريل 1949          | 12 مارس 1999        |
|             | منظمة التجارة العالمية                    | ?                     | ?                   |
|             | منظمة التعاون الاقتصادي والتنمية          | 4 أغسطس 1961          | ?                   |
|             | الفريق المعني برصد الأرض                  | ?                     | ?                   |
|             | مجموعة الموردين النوويين                  | ?                     | ?                   |
|             | مؤسسة التنمية الدولية                     | 29 ديسمبر 1992        | 1993                |
|             | اتفاقية السماوات المفتوحة                 | ?                     | ?                   |
|             | منظمة الأمن والتعاون في أوروبا            | 25 يونيو 1973         | 1993                |
|             | الوكالة الدولية للطاقة                    | ?                     | ?                   |
|             | مجلس أوروبا                               | ?                     | ?                   |
|             | مؤسسة التمويل الدولية                     | 8 يوليو 1966          | 1993                |
|             | منظمة حظر الأسلحة الكيميائية              | ?                     | ?                   |
|             | الأمم المتحدة                             | 14 ديسمبر 1955        | 19 يناير 1993       |
|             | الاتحاد الدولي للاتصالات                  | 1866                  | 1993                |
|             | الاتحاد الأوروبي                          | 1986                  | 1 مايو 2004         |
|             | البنك الدولي للإنشاء والتعمير             | 29 مارس 1961          | 1993                |
|             | مجموعة أستراليا                           | 1985                  | 1994                |
|             | المركز الدولي لتسوية المنازعات الاستشارية | 1 أغسطس 1984          | 22 أبريل 1993       |
|             | وكالة الفضاء الأوروبية                    | ?                     | ?                   |
|             | وكالة ضمان الاستثمار متعدد الأطراف        | 6 يونيو 1988          | 1993                |
|             | نظام تحكم تكنولوجيا القذائف               | 1992                  | 1998                |
|             | يونسكو                                    | 11 مارس 1965          | 22 فبراير 1993      |

## وصلات خارجية
- موقع وزارة الخارجية البرتغالية
- موقع وزارة الخارجية التشيكية